# Radio Liberté Kinshasa
Radio Liberté est une station de radiodiffusion basée à Kinshasa en République démocratique du Congo.
La chaîne appartient à Jean-Pierre Bemba.
Le 9 octobre 2018, les autorités congolaises ferment cette radio qui est accusée d'avoir diffusé des messages subversifs.